# Trivia Crack
Trivia Crack (изначальное название на испанском: Preguntados) — мобильное приложение, позволяющее пользователям состязаться с друзьями, а также с игроками по всему миру. Создана по мотивам популярной игры Trivial pursuit. Игра стала самой загружаемой в декабре 2014 из Apple App store, выпущена 26 октября 2013 специально для жителей Латинской америки, а затем была переведена на английский.
Игра разработана компанией Etermax, чьи офисы расположены в Буэнос-Айресе, Аргентина. Приложение доступно для iOS, Android, Windows Phone, Facebook и Amazon App Store, и переведена на более, чем 15 языков.

## Игровой процесс
Игровые вопросы разделены на 6 базовых категорий: развлечения, искусство, спорт, история, наука и география. В игре есть 6 мультяшных персонажей, каждый из которых представляет свою категорию (например, глобус представляет категорию «география»). Игра имеет два режима: классический и поединок. Режимы выбираются в меню «Новая игра», где игрок также может выбрать язык (на начало 2017 года поддерживаются 19 языков). В этом же меню игрок выбирает соперников либо среди друзей на Facebook или из приложения, либо случайного противника. Во всех режимах игры приложение предлагает пользователям выбрать один из четырёх вариантов ответа, при этом время ответа на вопрос ограничено и составляет 20 секунд.

### Классический режим
На игровом экране присутствует колесо, разделённое на 7 секторов: 6 категорий и специальный сектор «корона», присутствует «индикатор короны» из трёх делений, а также изначально пустые слоты для игровых персонажей у каждого игрока.
Игрок вращает колесо. В случае, если выпадает одна из шести категорий, игрок выбирает один из четырёх вариантов ответа, и если ответ верен, индикатор короны увеличивается на один. В случае, если ответ неправильный, ход переходит сопернику. Когда индикатор короны заполнен (3 правильных ответа) игрок может побороться за одного из персонажей, которых у него пока нет. В этом случае игроку задаётся вопрос из соответствующей персонажу категории. Индикатор короны автоматически полностью заполняется при выпадении сектора «корона».
Помимо всего прочего, при тех же условиях игрок может не выбирать нового персонажа, а отнять выигранных персонажей у соперника, если таковые имеются, вызвав оного на поединок. В этом случае игрок должен выбрать желаемого персонажа и персонажа, которого получит соперник в случае проигрыша игрока. В поединке классического режима игрок отвечает поочерёдно на шесть вопросов из каждой категории, противнику предстоит сделать то же самое. Победа присуждается тому игроку, который набрал наибольшее количество правильных ответов. Если число правильных ответов одинаково, задаётся дополнительный вопрос.
Цель игры в классическом режиме получить всех шестерых персонажей раньше, чем это сделает противник. Первый игрок не может получить больше трёх персонажей в первом раунде, в то время, как второй игрок может закончить игру уже в первом раунде, собрав всех персонажей.

### Режим поединка
В режиме поединка количество игроков не ограничено и отсутствует колесо. Вместо этого участникам поединка задаётся по два вопроса из каждой категории подряд (всего 12). Игрок, ответивший правильно на наибольшее количество вопросов побеждает. Если у нескольких игроков одинаковое число правильных ответов, побеждает игрок, ответивший быстрее остальных. Между каждым вопросом имеется пауза, не учитываемая при суммировании времени.

## Внешние ссылки
- База данных ответов на все вопросы игры (на английском)